# Gastrochilus japonicus
Gastrochilus japonicus là một loài lan.

## Hình ảnh

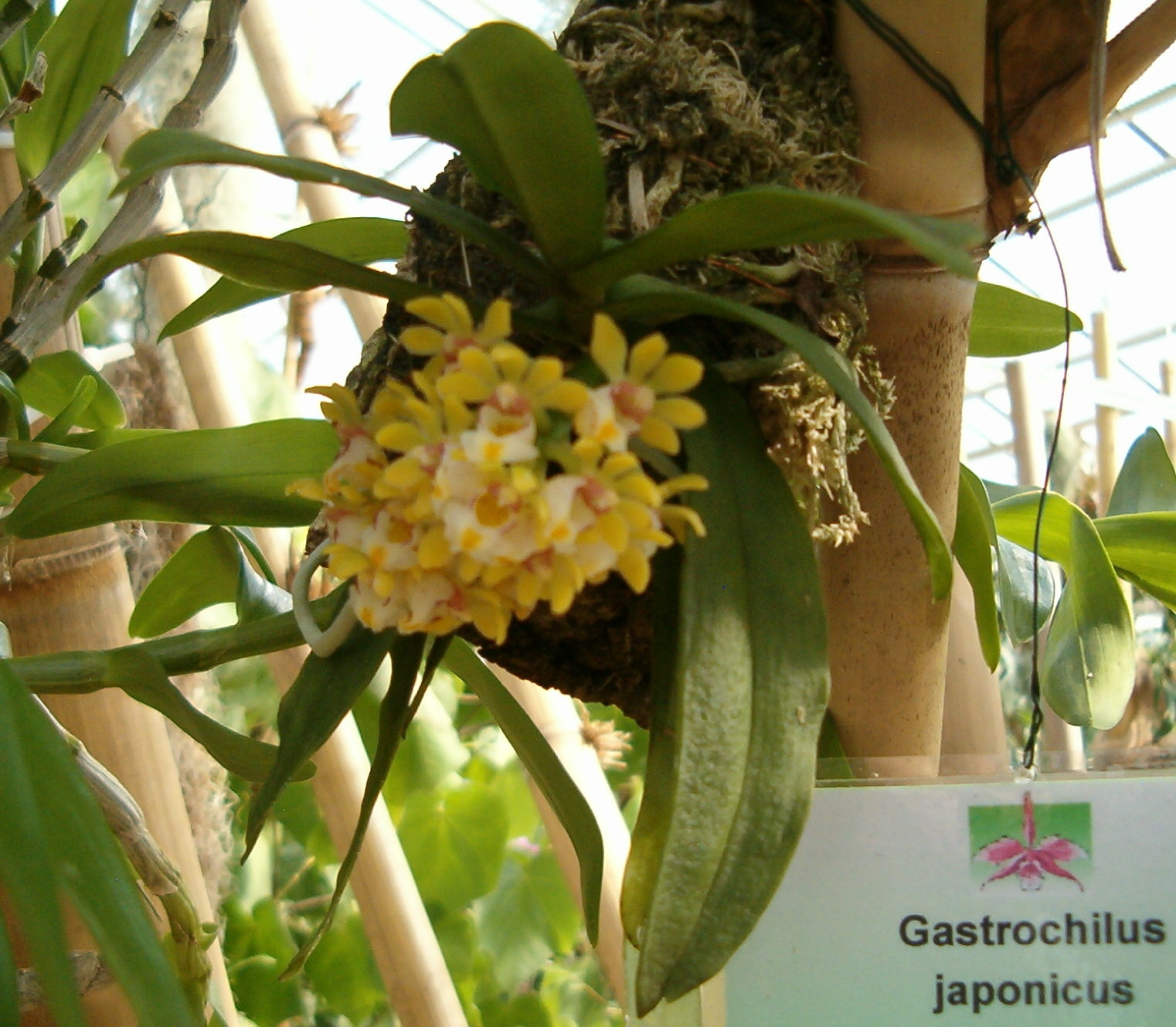
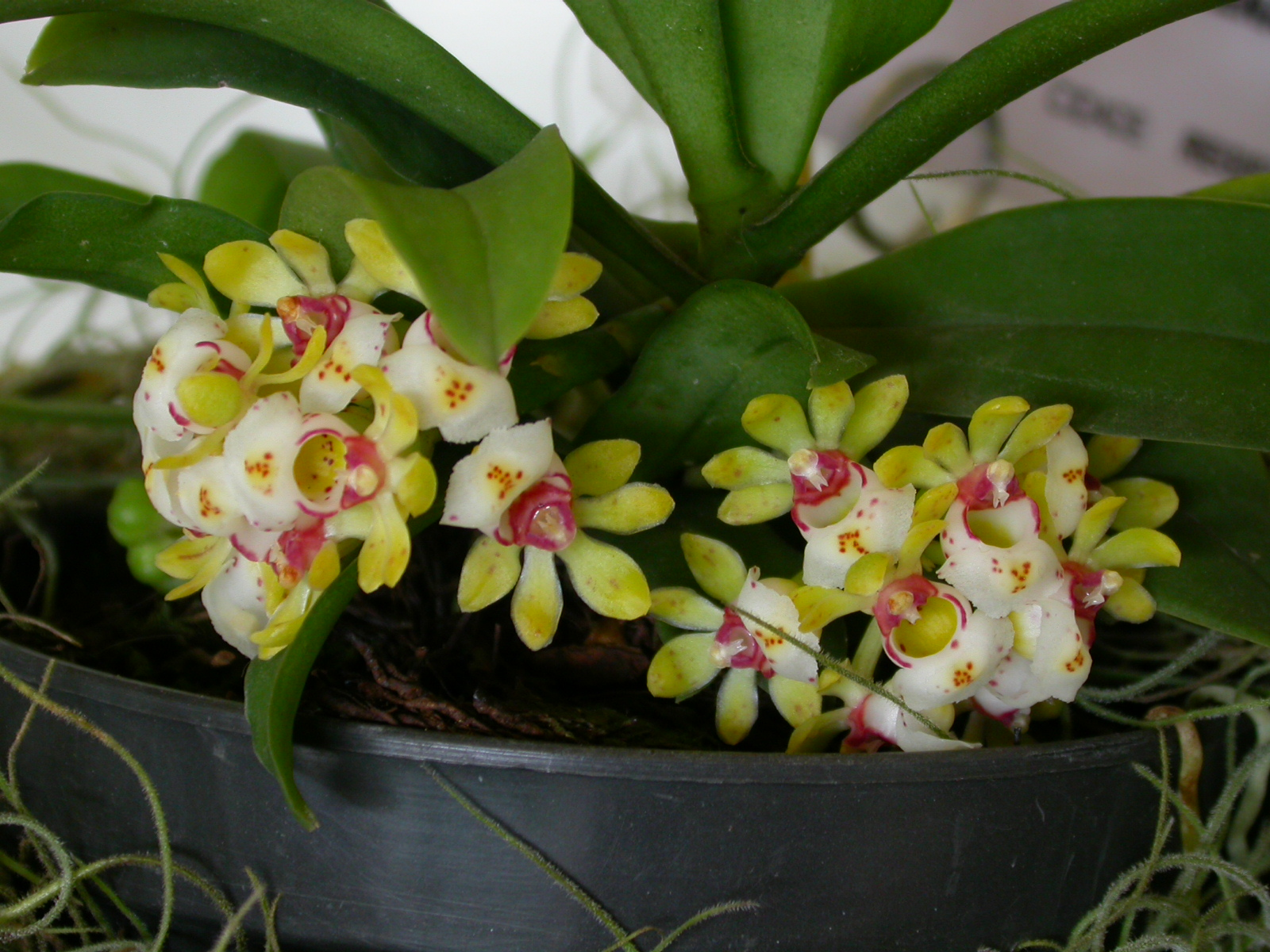
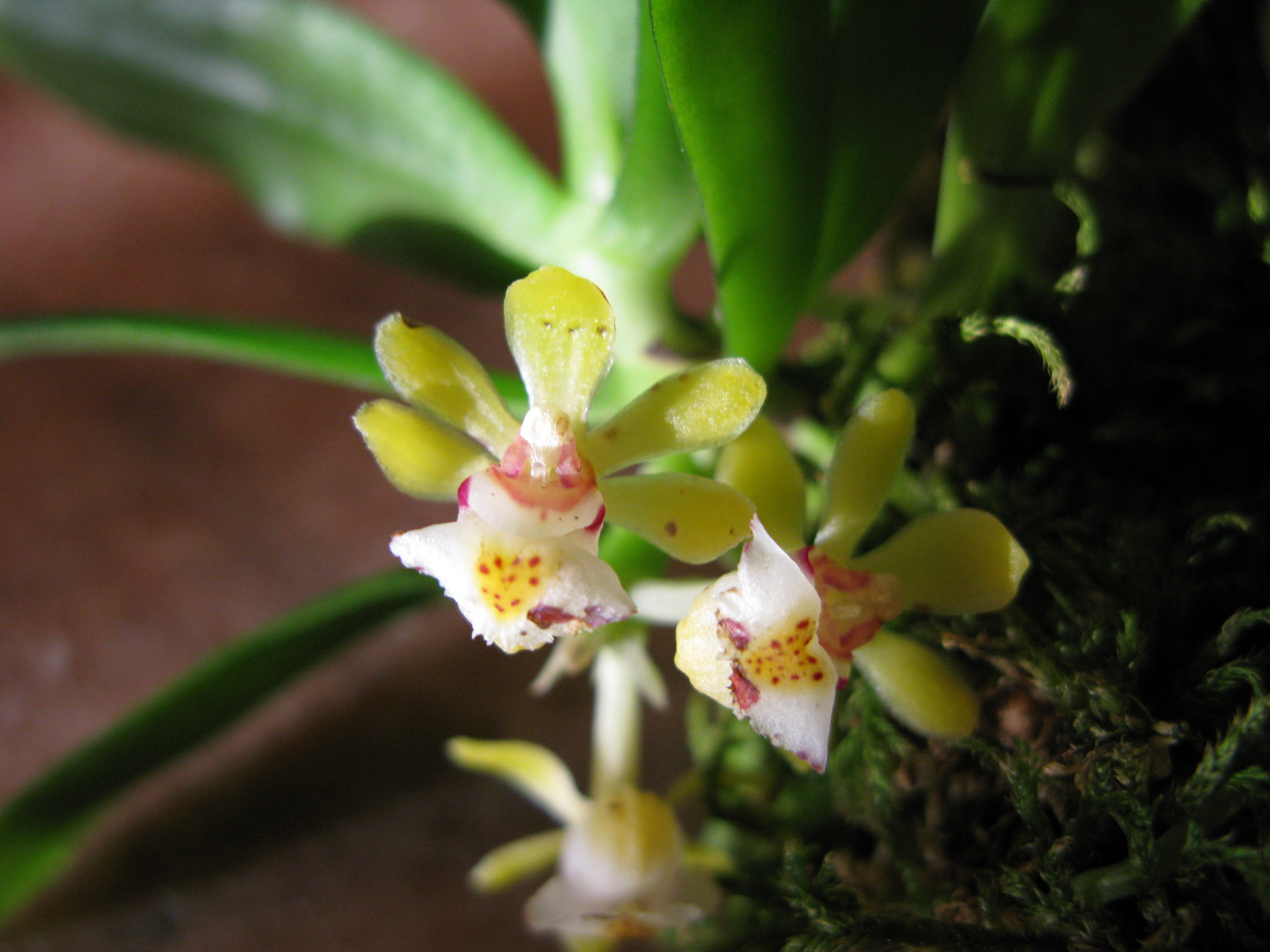
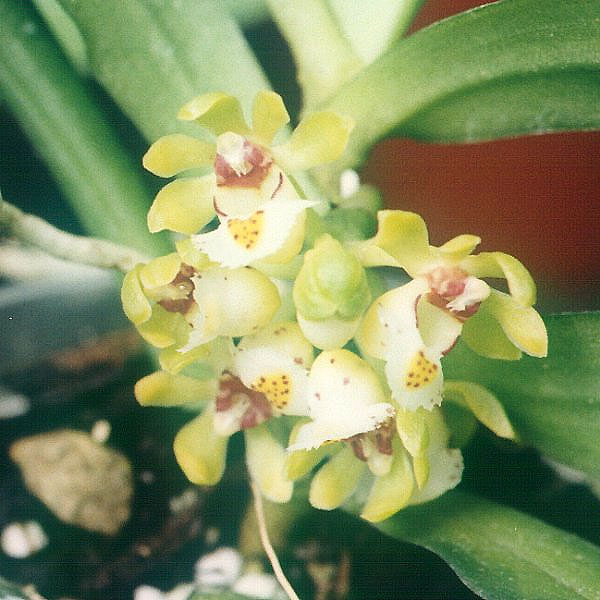